# Шмидова, Мария
Мария Шмидтова (чеш. Marie Schmiedtová), сменившая фамилию на Шмидова (чеш. Šmídová), а в замужестве получившая фамилию Микова (чеш. Miková, 19 апреля 1907—1963) — чехословацкая спортсменка, игрок в настольный теннис, призёр чемпионатов мира. Спортивную карьеру начинала под псевдонимом Мария Масакова (чеш. Marie Masáková).

## Биография
Родилась в 1907 году в Праге (Австро-Венгрия), её родителями были Вацлав Шмидт и Матильда Шмидт (урождённая Бессерова), поэтому в соответствии с правилами чешского языка фамилия Марии писалась как «Шмидтова». После того, как была образована независимая Чехословакия, подросшая Мария предпочла, чтобы её фамилия звучала как чешская, а не как немецкая, и из «Шмидтовой» стала «Шмидовой».
В то время спорт считался не женским делом, и на занимающихся им девушек смотрели не очень хорошо, поэтому молодая Мария предпочитала выступать под псевдонимом как «Мария Масакова». Она увлекалась футболом, метанием диска, гандболом. После того, как она была госпитализирована без сознания в результате столкновения с товарищем по гандбольной команде, она оставила гандбол и сосредоточилась на настольном теннисе. С 1929 по 1936 год она участвовала в восьми чемпионатах мира и завоевала 14 медалей. После неудачного сезона 1937/1938 года завершила активную спортивную карьеру. 
17 декабря 1932 года Мари Шмидова вышла замуж за Ладислава Мику, страхового сотрудника из Праги. Брак оказался бездетным, и в 1937 году супруги развелись. С 1938 году занималась бизнесом, связанным с детской обувью. После Второй мировой войны вместе с подругой арендовала ресторан, возле которого они с подругой и жили в общей комнате.
Данных о последних годах её жизни нет. По словам её племянника, она умерла в середине 1960-х.